# El Peñón de las Juntas
El yacimiento arqueológico del Peñón de las Juntas se localiza en el municipio de Abla (Provincia de Almería, España)

## Descripción
El yacimiento pertenece a la Cultura de Los Millares, que se desarrolló en el sureste peninsular durante la Edad del Cobre, en concreto, se puede adscribir a las etapas del Cobre Antiguo y Pleno, entre 2500 y 2000 a. C. 
Está formado por dos espacios claramente diferenciados, un poblado y su necrópolis, separados entre sí por el río Nacimiento y distantes unos 650 metros aproximadamente. Estos núcleos toman la denominación del lugar donde se ubican, el poblado en El Peñón de Las Juntas y la necrópolis en Los Milanes.

### El Poblado del Peñón de las Juntas
El poblado ocupa gran parte del Peñón de las Juntas, a una altitud de 812 metros sobre el nivel del mar. Se ubica en una formación geomorfológica amesetada en forma de espolón rocoso, especialmente escarpado en sus frentes oeste y sur. En esencia las estructuras se realizan en piedra seca, en concreto con lajas de pizarra, que es el tipo de roca predominante en toda la zona.
En la parte más elevada se observan restos de lienzos de murallas que delimitan perfectamente el área, tanto en las zonas de difícil defensa como en las más escarpadas. A lo largo de las laderas, fundamentalmente en el sector sureste se reconocen los muros pertenecientes a las viviendas.
Un estudio del material cerámico disperso en superficie indica que en El Peñón de las Juntas existe una fase de ocupación islámica, perteneciente al período del Emirato de Córdoba, siglos VIII y IX.

### La Necrópolis de Los Milanes
La necrópolis está constituida por una agrupación de tumbas colectivas, de tipo tholos, y se localiza en un promontorio frente al poblado, al otro lado del río, quedando delimitada al noroeste por el Barranco del Duende y al sureste por el Barranco del Salarillo. Sobre el terreno se identifican fácilmente trece sepulturas, la mayoría han sido objeto de expolio, pero todavía se pueden apreciar varias intactas.
Estas estructuras funerarias son de planta circular, con un perímetro delimitado mediante lajas de pizarra y cubiertas realizadas mediante aproximación de hiladas, con falsa cúpula. La mayor parte de estas tumbas mantienen el túmulo exterior, mientras que el interior en muchos casos no existe, debido a la expoliación a la que se han visto sometidas.
En concreto hay que destacar una de las tumbas localizada en la vertiente sureste, que conserva su acceso y parte del corredor que comunicaba con la cámara, además de su túmulo exterior. La entrada se realizaba mediante una gran laja de pizarra de forma rectangular, con una perforación circular para acceder directamente a un pequeño corredor, que aún conserva su cubierta, constituida por una laja de pizarra, mientras que los laterales se delimitan por dos hileras de grandes lajas de pizarra clavadas en el suelo.

## Delimitación de la zona arqueológica
La delimitación de la zona arqueológica se ha realizado tras la constatación in situ de los restos arqueológicos, así como el estudio de su dispersión y concentración en superficie. También se ha tenido en cuenta la información aportada por estudios de carácter científico realizados con anterioridad. Todo ello ha permitido establecer los límites del poblado y la necrópolis.
El poblado, localizado en El Peñón de las Juntas, tiene como límites al norte, sur y oeste los escarpes naturales del Peñón y al este una acequia que discurre por la parte baja de la ladera.
La necrópolis se sitúa en un promontorio al norte de la aldea de Los Milanes. Está delimitada al norte, este y oeste por los barrancos naturales que bordean el cerro y al sur por un espacio que une ambos barrancos.

## Fuente
RESOLUCIÓN de 1 de octubre de 2004, de la Dirección General de Bienes Culturales, de la Consejería de Cultura, por la que se incoa el procedimiento para la ampliación y modificación del bien de interés cultural, con la categoría de zona arqueológica, de "El Peñón de las Juntas", en Abla (Almería).
- Este artículo incluye contenido derivado de una disposición relativa al proceso de protección, incoación o declaración de un bien cultural o natural publicada en el BOE n.º 263 el 1 de noviembre de 2004 (texto), el cual está libre de restricciones conocidas en virtud del derecho de autor de conformidad con lo dispuesto en el artículo 13 de la Ley de Propiedad Intelectual española.